# Eric Shirley
Eric Shirley (* 3. April 1929 in Epsom) ist ein ehemaliger britischer Hindernisläufer.
1956 wurde er bei den Olympischen Spielen in Melbourne Achter über 3000 m Hindernis. Bei den Leichtathletik-Europameisterschaften 1958 in Stockholm und bei den Olympischen Spielen 1960 in Rom schied er im Vorlauf aus.
1956, 1958 und 1960 wurde er Englischer Meister. Seine persönliche Bestzeit von 8:47,6 min stellte er am 12. Oktober 1955 in London auf.